# 米哈伊爾·巴枯寧
米哈伊尔·亚历山德罗维奇·巴枯宁（俄語：Михаил Александрович Бакунин，羅馬化：Mikhail Aleksandrovich Bakunin，1814年5月30日—1876年7月13日），俄国思想家、革命家、社会主义者、无政府主义者。他被认为是无政府主义最具影响力的人物之一，是集體無政府主義理论的主要创立者。巴枯宁作为革命者的威望也使他成为欧洲最著名的无政府主义思想家之一，他的思想“巴枯宁主义”影响了俄国和欧洲的许多激进分子。
巴枯宁在特維爾省的普里亚穆赫诺家庭庄园中长大。他自1840年起开始在莫斯科上学，然后在柏林继续学习并希望进入学术界。后来在巴黎他遇到了卡尔·马克思和皮埃爾-約瑟夫·普魯東，他们对他产生了极大的影响。巴枯宁随后越来越激进，不再希望进入学术界当教授。随后他因反对俄国占领波兰而被驱逐出法国。1849年，他在德累斯顿居住时因曾在捷克参与1848年的叛乱又被驱逐回俄国，随后先是被俄罗斯当局囚禁在圣彼得堡，从1854年起又被改囚于什利谢利堡要塞，最后于1857年被流放到西伯利亚。他通过日本逃到美国，然后去了伦敦，在那里他与亚历山大·伊万诺维奇·赫尔岑一起为《钟》杂志撰写文章。1863年，巴枯宁动身前往波兰参与当地的起义，但他最终并未抵达波兰，而是在瑞士和意大利间活动。
1868年，巴枯宁加入了国际工人协会，导致无政府主义派的影响力迅速增长。1872年的海牙大会被巴枯宁派和马克思派之间的斗争所主导，马克思是国际工人协会总委员会的关键人物，主张利用国家来实现社会主义。另一方面，巴枯宁和无政府主义派主张用在工作场所的自治和公社的联合体来取代国家。由于巴枯宁无法进入荷兰，无政府主义派在他缺席的情况下输掉了海牙大会上的辩论。马克思因认为巴枯宁在国际工人协会内组建了一个秘密组织而将后者开除出协会，随后巴枯宁于1872年创立了圣伊米耶国际。巴枯宁自1870年开始撰写更长的著作，如《国家制度和无政府状态》和《上帝与国家》，且他继续亲自参与欧洲工人和农民运动。1870年，他参与了法国里昂的一次叛乱。巴枯宁曾试图参加意大利博洛尼亚的无政府主义叛乱，但他不断变糟的健康状况迫使他返回瑞士。1876年，巴枯宁于瑞士伯尔尼去世。
巴枯宁因在无政府主义发展中起到了重要作用而被人们铭记，他反对马克思主义和无产阶级专政，且预言马克思主义的政权将对无产阶级进行专政而非由无产阶级进行专政。他的《上帝与国家》一书已被翻译至多种语言，至今仍在发行。在历史上，巴枯宁的思想对彼得·阿列克谢耶维奇·克鲁泡特金、埃里科·马拉泰斯塔、赫伯特·马尔库塞、爱德华·帕尔默·汤普森、尼尔·波兹曼和亚历山大·萨瑟兰·尼尔等思想家以及世界产业工人联盟等工团主义组织、西班牙内战中的无政府主义者和参与现代反全球化运动的当代无政府主义者产生了重要影响。巴枯宁的思想今日仍影响着诺姆·乔姆斯基等无政府主义者。

## 生平

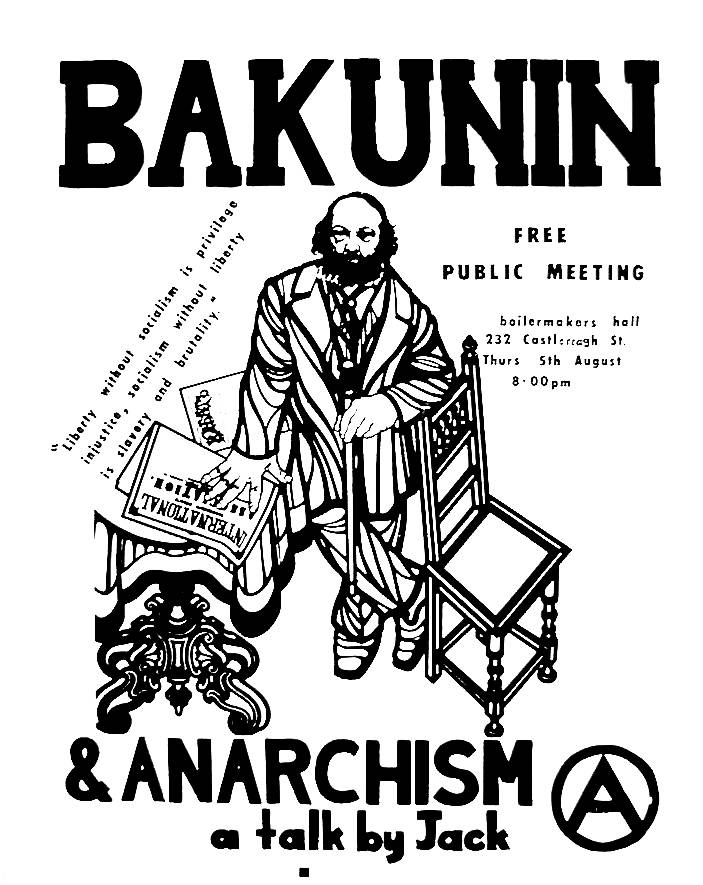
印有巴枯宁的无政府主义宣传画

### 早年
1814年5月30日［儒略曆1814年5月18日］，米哈伊尔·亚历山德罗维奇·巴枯宁出生于歐俄特维尔省普列姆希诺一个家境一般的贵族家庭。其父是职业外交官，派驻佛罗伦萨和那不勒斯多年。回到俄国后，安顿在自家庄园，四十岁时迎娶了名门望族之女（其堂哥为尼古拉·尼古拉耶维奇·穆拉维约夫-阿穆尔斯基）。他接受了自由主义思想，并一度成为十二月党俱乐部成员。沙皇尼古拉一世即位后，老巴枯宁放弃了政治活动，全心专注于打理自家庄园和关注孩子的教育，他育有五儿五女，米哈伊尔是最小的孩子。
14岁时米哈伊尔离家前往圣彼得堡，在炮兵大学接受军事训练。1834年，因成绩不佳被学校开除，派往波兰边境哨所。后来，成为俄罗斯皇家卫队低级军官，派往明斯克。虽然其父希望他呆在军队或政府系统，1835年巴枯宁放弃了这两种前途，而前往莫斯科学习哲学。

### 哲学兴趣
在莫斯科，巴枯宁很快结交了一帮大学生友人，如别林斯基等。并系统地学习了观念论哲学。最初，康德的哲学是其学习中心，后逐渐转移到谢林、费希特和黑格尔。1835年秋，巴枯宁在家乡组织了一个哲学小圈子，吸引了热诚的青年参与。1836年，他返回莫斯科，翻译了费希特的几本著作。
他受到黑格尔的影响逐渐增大，从而开始翻译黑格尔的著作。在这段时期，他开始发展自己的泛斯拉夫主义观点。与父亲长期争执后，巴枯宁从朋友赫尔岑借了5000卢布，于1840年去了柏林，并在此结识屠格涅夫。此时，他的人生规划仍是成为大学教授（他和朋友称之为“真理的祭司”），不过，他很快加入了所谓左派黑格尔主义者的学生团体，参加了柏林的社会主义运动。
在柏林学习了三个学期后，巴枯宁前往德累斯顿，在那里他开始醉心于社会主义。他对学术生涯失去了兴趣，花费越来越多的时间提倡革命。俄国政府对他的极端倾向有所察觉，命令他归国。由于他拒绝服从，其财产被没收。于是他转道去了瑞士的苏黎世。

### 入狱及流放生涯
他在凱姆尼茲被捕，之後被薩克森當局宣判死刑，這個判決隨後被改為無期徒刑以引渡至奧地利。奧地利當局同樣也宣判他死刑，同樣的也被改為無期徒刑以引渡至俄羅斯。他被關入彼得保羅要塞三年後，又在什利謝利堡中待了四年。之後在他母親的懇求下，他被流放至托木斯克。

## 政治主张

### 自由
巴枯寧認為人類的歷史就是由動物性狀態進化到人性狀態。19世紀60年代中期，他在為義大利的無政府主義團體起草的綱領中宣稱：自由是一切成年男女無需求得任何人批准而進行活動的絕對權利，他們只聽從自己的良心和自己的理性的決定，他們的行動只能由自己的意志來決定，對於人們來說，只存在一個唯一的教條，一項唯一的法律，一個唯一的道德基礎那就是自由。
巴枯寧說自己是自由的崇拜者，因為它能夠保障全部體力、智力和隱蔽在每個機體中的道義力量得到充分的發展。一旦它變成一種有限的、形式上的，嚴格的為國家所規定出來的自由，那麼，在現實中他只能是代表以普通的奴隸制度為基礎的少數人的特權。所以，對巴枯寧來說，自由是沒有其他界限的，這是經過普遍聯合的自由，這是在普遍平等之下的自由，這是戰勝粗暴勢力的自由，這是戰勝權力原則的自由。正是這種絕對個人主義的自由觀，成了巴枯寧主義的思想核心和無政府主義學說的出發點。
巴枯寧鼓吹絕對自由，包含著一層重要的內容，那就是反對一切權威。因為在他看來，任何權威必然是對自由的約束，所以要求絕對自由，就必須把權威原則從社會生活中剷除掉。在他的眼裏，權威這個字眼簡直是一種罪孽。他說：我們否認一切立法，一切權威，一切有特權的、特許的、官方的和法律的影響，即使它是從普選中產生的，我們確信他只會有利於少數佔統治地位的剝削者，而受害那屈服於他們之下的極大多數人的利益。他認為，任何由官方強加人的權威和任何權力的影響，都會直接變成壓迫和虛偽，都會把奴隸性和荒謬性強加於人，從而變成一種怪物，變成否認人性的罪孽，變成奴役和精神墮落與道德敗壞的泉源。有鑑於此，他要絕對排除權威原則的任何應用和表現。

### 联邦主义
巴枯寧主張建立一個沒有政府的、絕對自由的自由社會。他認為，自由應當是一切社會組織（不管是經濟組織還是政治組織）建立的唯一原則。社會秩序應當是一切地方的、集體的和個人的自由發展的綜合結果。 從這點出發，巴枯寧設計了他心目中的理想社會。在這種社會中，他強調放棄一切強制政權，社會革命應導致任何政權原則的消滅。原先他贊同通過互助合作社的辦法去逐漸消滅國家。後來則主張用暴力攻擊的手段去摧毀國家機構，使之時發揮普魯東所規定的從屬作用，即成為簡單的辦公廳和服務於社會的事務所。巴枯寧認為，政治上的集中應讓位給經濟上的集中，因為前者會扼殺自由、個人生活及居民的自發行動，而後者則是構成文明的主要條件並創造著自由。這種沒有人統治人的無政府狀態，正是社會發展的最終目的。 隨著國家和一切權威的廢除，巴枯寧提出，一切政治和經濟組織，都不應像現在那樣自上而下、從中央到地方按照統一的原則來組織，而應當自下而上、從地方到中央按照自由聯合和聯邦的原則來組織。基本單位是地方公社，再由公社組成自由聯邦，直至最後建立國際聯邦；每個人可以自由退出公社，而每個公社又可以自由退出聯邦，不受任何權威原則的干預。他認為只有到那時候，一種合理的、富有生命力的制度才能實現，個人的利益、個人的自由和幸福才不再和社會利益相矛盾。

### 唯心主义國家觀
巴枯寧對國家的看法表現出最明顯歷史唯心主義傾向。第一，用作為社會意識的宗教來解釋國家的起源。他認為國家是通過神的萬能威力的直接或間接的影響建立起來。
第二，把國家看作是外來暴力的產物。他說，一個有限國家的存在會使遭到威脅的那些個人聯合起來成立國家。於是，人類就分裂成為彼此格格不入的互相敵視的，互相威脅著無數的國家。這就等於說，國家是國家的產物，或者說國家是那些個人和已存在的某個有限國家之間對立的產物。
第三，是民族血統為國家產生之起因。他稱民族血統或民族本性，把人類分為政治性的民族和非政治性的民族或者分為國家主義的民族和非國家主義的民族兩種類型。前者建立了國家，而後者則沒有建立國家。
第四，在他看來，資本主義社會的罪惡不在於資本主義的私有制度，而在於資產階級國家政權本身。他把國家看成是資本的創造者，說資本家只是由於國家的恩賜，才擁有自己的資本；既然國家是主要禍害，就必須首先廢除國家，到時資本就會自行完蛋。巴枯寧對於國家的種種解釋，是要表明國家是人為的強加給社會的東西，因而可以人為地加以廢除。

### 社会进化
巴枯宁认为，廢除繼承權是社會革命的起點。
巴枯寧在談絕對自由時，常常與平等原則聯繫起來，認為個人自由只能在一切人的平等中才能實現。從這個觀點出發他認為廢除繼承權是社會革命的起點。在巴枯寧看來，同私有制有密切關係的繼承權，會促使土地和其他社會財富發生有利於少數人而不利於多數人的異化，另外，它不能使個人擁有精神和體力發展的同等手段，這又將是一切社會和政治不平等的重要因素。
從實際生活看，繼承權已經成了社會財富轉變為公有財產的障礙，由於它是一種特權，所以不管怎樣對它加以限制，並不能消除它的經常威脅公有權利的不正當性。因此，巴枯寧主張社會革命應從廢除繼承權開始，並把它看作是解放運動的一個必要條件。他認為，如果把繼承權廢除，人們就可以把財產交給社會，使私有制變為集體制，從而也就可以實現階級的平等。

### 马克思主义批判
巴枯宁說：“（马克思主义者）声称只有独裁——当然是他们的独裁——能产生人民的意志，而我们的回答是：没有任何独裁能有除自我永存外的任何目标，它也只能产生人民不得不忍受的奴役，自由只有从自由中产生，那就是以人类名义的普适的反抗和劳苦大众的自下而上的自由组织。”
1844年他写道：“在我看来，马克思过去是，现在仍是比我先进的。我过去从不知道政治经济学，我还没有根除掉形而上学的观察……他说我是个感情用事的理想家，他说对了，我说他是个空虚的人，背信弃义而又狡猾，我也说对了。”
马克思主义和无政府主义这两种对立的革命理论之间的分歧在于：关于第一国际应当如何进行组织的对立观点，马克思主张运动的集中制，巴枯宁则主张一种以自治支部为基础的联邦制结构。他预言，“任何无产阶级专政都会变成对无产阶级的专政并导致一种新的、更为强大和有害的阶级统治制度。”

## 相关作品
- 《罗亭》，俄国作家屠格涅夫曾以巴枯宁为原型创作了该小说，两人为朋友关系。